# Bannu Brigade
La Bannu Brigade fu creata dopo le riforme del British Indian Army volute da Herbert Kitchener quando era Comandante in capo dell'India. La brigata faceva parte del Northern Command dell'India ed era dispiegata lungo la Frontiera di Nord-Ovest. Nel 1914, allo scoppio della prima guerra mondiale la composizione della brigata era così costituita:
- Comandante Maggior Generale O’Donnell
  - 25º Cavalleria (Forza di frontiera)
  - 33° Punjabi
  - 52° Sikh (Forza di frontiera)
  - 55º Fucilieri di Coke (Forza di frontiera)
  - 29ª Batteria di montagna[2]

La brigata fu coinvolta nelle Operazioni sul Tochi tra il novembre 1914 e il marzo del 1915, quando era comandata dal Magg. Gen. Vere Bonamy Fane.